# Doľany (Levoča)
Doľany (deutsch Lichtau, ungarisch Dolyán) ist eine Gemeinde in der Ostslowakei etwa acht Kilometer westlich der Stadt Levoča.
Der Ort wurde 1314 zum ersten Mal schriftlich erwähnt und besteht aus dem Hauptort Doľany (deutsch Lichtau) sowie dem bis 1924 eigenständigen Ort Roškovce (deutsch Roschkotz). Der Ort Končany, heute ein Teil der Gemeinde Klčov, war 1882 bis 1900 ein Teil der Gemeinde, diese trug deshalb in dieser Zeit den offiziellen Namen Koncsándolyán.
Im Ort befindet sich eine römisch-katholische Kirche aus dem 18. Jahrhundert (dem Erzengel Michael geweiht).

## Bevölkerung
| Jahr:                | 1994. | 2004.    | 2014.    | 2024.    |
| -------------------- | ----- | -------- | -------- | -------- |
| Anzahl der Personen: | 274   | 430      | 655      | 901      |
| Unterschied:         |       | +56,93 % | +52,32 % | +37,55 % |

| Jahr:                | 2023. | 2024.   |
| -------------------- | ----- | ------- |
| Anzahl der Personen: | 865   | 901     |
| Unterschied:         |       | +4,16 % |